# Фокс, Ральф
Ральф Фокс (англ. Ralph Fox; 30 марта 1900, Галифакс, Средняя Англия — 12 февраля 1937, близ Кордовы, Испания) — английский теоретик литературы, публицист, критик, писатель.
Один из основоположников марксистского литературоведения в Англии.

## Биография
Ральф Фокс родился в состоятельной семье. Учился в Оксфордском университете. В 1918 году окончил его. Рано включился в общественно-политическую борьбу. Его литературно-критическая деятельность началась в середине 20-х годов. В 1925 вступил в Коммунистическую партию Великобритании. В 1920 посетил Советскую Россию. В 1930 был послан партией в Советский Союз для углубления теоретических знаний и знакомства с практикой социалистического строительства. В 1930—1932 работал в Институте Маркса-Энгельса в Москве. В 1936 году вместе с другими своими соотечественниками отправился в Испанию. В Испании был политкомиссаром англо-ирландского батальона Интернациональной бригады. В 1937 году в бою под Кордовой Ральф Фокс был убит.

## Сочинения
- «Дети степей» 1925
- «Грозовое небо» 1928
- «Классовая борьба в Британии в эпоху империализма» 1933
- « Колониальная политика британского империализма» 1933
- «Ленин. Биография» 1933
- «Коммунизм и изменяющаяся цивилизация» 1935
- «Роман и народ» 1937

## Переводы на русский язык
- Английская колониальная политика. М-Л.,1934.
- Португалия сегодня. М., 1937.
- Роман и народ Перевод с английского Т. Рузской. М., Художественная литература.1960.-248 с.